# Смит, Раймонд
Раймонд К. Смит (англ. Raymond C. Smith; 6 июля 1943, Сан-Франциско, Калифорния — 6 февраля 2022, Коронадо, Калифорния) — американский военный деятель, контр-адмирал ВМС США в отставке. Бывший заместитель командующего Командованием специальных операций США и командующий Командованием специальных операций ВМС США.

## Образование
- 1967 — Бакалавр естественных наук в области инженерии Военно-морской академии США, Аннаполис, Мэриленд
- 1974 — Магистр естественных наук в области физической океанографии Школы усовершенствования офицерского состава ВМС, Монтерей, Калифорния

## Военная карьера
Раймонд Смит начал свою карьеру на флоте в 1962 году в качестве матроса-рекрута. В 1963 г. был зачислен в Военно-морскую академию США. После окончания академии в 1967 г. в течение двух лет служил на эсминце.
В 1969 г. добровольцем поступил в школу подготовки офицеров морского спецназа США. В 1970 г. направлен в Южный Вьетнам, где служил в составе 13-го отряда боевых пловцов-подрывников (англ.  Underwater Demolition Team 13) в качестве офицера по вооружению, офицера по операциям и командира взвода.
После окончания Школы усовершенствования офицерского состава ВМС проходил службу в качестве офицера по операциям и старшего офицера в 12-м отряде специального назначения ВМС, а также являлся руководителем по приобретению вооружения и водолазного снаряжения для Сил специальных операций ВМС.
В 1981—1983 г. являлся директором базовой школы водолазов-подрывников и боевых пловцов ВМС США, с 1985 по 1987 г. служил командиром 1-го отряда специальных транспортировочных средств (англ. SEAL Delivery Vehicle Team 1).
Затем Смит был назначен заместителем командующего и начальником штаба Командования специальных операций ВМС США. Одновременно во время операции «Earnest Will» в Персидском заливе возглавлял морскую тактическую группу специальных операций (англ. Naval Special Warfare Task Group).
С 1992 по 1996 год возглавлял Командование специальных операций ВМС США, а затем работал в должности директора по вопросам управления ресурсами Командования специальных операций США.
В марте — декабре 1997 г. Смит занимал пост начальника штаба, и одновременно с марта 1997 по ноябрь 1998 г. являлся заместителем командующего Командованием специальных операций Вооруженных сил США.
После назначения генерала Генри Шелтона председателем Объединенного комитета начальников штабов США, в сентябре — ноябре 1997 г. являлся исполняющим обязанности командующего Командованием специальных операций Вооруженных сил США.
Последняя должность — директор по оценке в Управлении начальника военно-морских операций ВМС США.
С 2001 г. в отставке.

## Награды и знаки отличия
- Медаль Министерства обороны «За выдающуюся службу»
- Медаль «За отличную службу» Министерства обороны
- Орден «Легион Почёта» с двумя золотыми звездами награждения
- Бронзовая звезда с литерой V за доблесть
- Медаль похвальной службы
- Благодарственная медаль ВМС и Корпуса морской пехоты с тремя золотыми звездами награждения и литерой V за доблесть
- Лента за участие в боевых действиях
- Благодарность части ВМС
- Медаль за службу национальной обороне с бронзовой звездой за службу
- Экспедиционная медаль вооруженных сил
- Медаль «За службу во Вьетнаме» с четырьмя бронзовыми звездами за службу
- Медаль за службу в Юго-Западной Азии с тремя бронзовыми звездами за службу
- Лента «За участие в операциях ВМС»
- Крест храбрости президента Вьетнама
- Благодарность президента Вьетнама за гражданские акции
- Медаль вьетнамской кампании
- Лента ВМС за меткую стрельбу из пистолета
- Нагрудная эмблема военнослужащего Navy SEAL